# Coalton (Ohio)
Coalton es una villa ubicada en el condado de Jackson en el estado estadounidense de Ohio. En el Censo de 2010 tenía una población de 479 habitantes y una densidad poblacional de 336,26 personas por km².

## Geografía
Según la Oficina del Censo de los Estados Unidos, Coalton tiene una superficie total de 1.42 km², de la cual 1.42 km² corresponden a tierra firme y (0%) 0 km² es agua.

## Demografía
Según el censo de 2010, había 479 personas residiendo en Coalton. La densidad de población era de 336,26 hab./km². De los 479 habitantes, Coalton estaba compuesto por el 97.49% blancos, el 0.21% eran afroamericanos, el 0.42% eran amerindios, el 0% eran asiáticos, el 0% eran isleños del Pacífico, el 0% eran de otras razas y el 1.88% pertenecían a dos o más razas. Del total de la población el 0.84% eran hispanos o latinos de cualquier raza.